# Heinz Kohut
Heinz Kohut (ur. 3 maja 1913 w Wiedniu, zm. 8 października 1981 w Chicago) – austriacki lekarz żydowskiego pochodzenia, neurolog, twórca kierunku psychologii ang. self (niem. das Selbst) w psychoanalizie. Kohut wypracował specyficzną formę terapii narcyzmu czy też zaburzeń narcystycznych. Uchodzi za założyciela amerykańskiej tradycji w psychoanalizie.
Urodził się w rodzinie asymilowanych Żydów. Jego ojciec Felix był pianistą; po służbie na froncie wschodnim podczas I wojny światowej zrezygnował z kariery pianistycznej i został urzędnikiem; jego matka, Else z d. Lampl, kobieta o bardzo silnym charakterze, odgrywała zasadniczą rolę w życiu rodzinnym. Całą energię poświęcała wychowaniu jedynego syna.
Pierwsze cztery klasy szkoły podstawowej Kohut spędził w domu, pobierając nauki u prywatnego nauczyciela Ernsta Morawetza, prawdopodobnie studenta. Nauczyciel nie tylko zajmował się edukacją swego pupila – zabierał go do opery, razem zwiedzali muzea. W ten sposób nawiązała się między nimi przyjaźń, opisana później przez Kohuta w mającej autobiograficzny charakter historii przypadku pt. The Two Analyses of Mr. Z. W publicznej szkole podstawowej Kohut spędził ostatni rok nauki, którą kontynuował w wiedeńskim Doblinger Gymnasium. W 1932 roku zaczął studiować medycynę na Uniwersytecie Wiedeńskim, gdzie w 1938 roku obronił doktorat z neurologii.
W owym czasie Kohut nie interesował się psychoanalizą, lecz w 1937 roku odczuł potrzebę poddania się terapii – zgłosił się do Waltera Marseilles, eksperta od testu Rorschacha. W tym samym roku Kohut podjął psychoanalizę u renomowanego psychoanalityka, przyjaciela Freuda, Augusta Aichrona. Zajęcie Austrii przez wojska niemieckie przerwało jednak terapię. Kohout, jak wielu innych Żydów austriackich, musiał emigrować. W marcu 1939 roku Kohut uciekł z Austrii do Anglii. Spędził tam rok – najpierw w obozie dla internowanych, później u wuja, oczekując na wizę amerykańską. Do USA przybył w marcu 1940 roku.
W latach czterdziestych Kohut, neurolog z wykształcenia, kontynuował studia na Uniwersytecie Chicagowskim – z wolna pogłębiał też wiedzę psychoanalityczną. W pierwszej połowie lat czterdziestych przeszedł analizę szkolną u Ruth Eissler. W 1946 roku rozpoczął studia w Chicagowskim Instytucie Psychoanalitycznym, które ukończył w roku 1950. W tym samym roku – mimo że formalnie nie był nauczycielem akademickim – zaczął wykładać psychiatrię na Uniwersytecie Chicagowskim, zasadniczo pracował jednak jako psychoanalityk kliniczny.
W latach pięćdziesiątych dał się poznać jako psychiatra, człowiek niezwykle twórczy; pisał dużo o psychoanalizie i o psychologii muzyki; za jego największe dzieło uchodzi przedstawiona publicznie w 1956 roku i opublikowana w roku 1959 praca o empatii.
W latach 1964–1965 Kohut pełnił funkcję prezesa American Psychoanalytic Association. Od połowy lat sześćdziesiątych aż do śmierci zajmował się głównie działalnością pedagogiczną i pisarską. W roku 1971 opublikował swe najważniejsze dzieło: The Analysis of the Self: A Systematic Analysis of the Treatment of the Narcissistic Personality Disorders.
Ostatnią dekadę życia spędził Kohut na zmaganiach z chorobami. W roku 1971 zdiagnozowano u niego ziarniniaka grzybiastego – informacje o tym Kohut zataił przed rodziną; w 1979 roku przeszedł operacje wszczepienia bypassów; zmarł w wyniku komplikacji związanych z zapaleniem płuc.
Kohut wyróżnił narcyzm zdrowy jako formę wyrazu silnej, witalnej jaźni, która chce poszerzyć swe zdolności i zaspokoić swe potrzeby oraz narcyzm patologiczny, który stanowi formę wyrazu słabej jaźni, pragnącej się ustabilizować kosztem mamienia się własną wspaniałością. Tym samym poszerzył spektrum zaburzeń podlegających terapii psychoanalitycznej, tworząc ważne uzupełnienie teorii popędów Freuda oraz kierunku zorientowanego na ja.

## Dzieła
- Kohut H., Formen und Umformungen des Narzißmus. Die psychoanalytische Behandlung narzißtischer Persönlichkeitsstörungen, w: tegoż, Die Zukunft der Psychoanalyse, Suhrkamp, Frankfurt a.M. 1975.
- Kohut H., The Analysis of the Self. A Systematic Approach to the Psychoanalytic Treatment of Narcissistic Personality Disorders., International Universities Press, New York 1971.
- Kohut H., The Restoration of the Self, International Universities Press, Madison CO 1977.
- Kohut H., How does Analysis cure?, The University of Chicago Press, Chicago/London 1984.
- Kohut H., The Kohut Seminars on Self Psychology and Psychotherapy with Adolescents and Young Adults., W. W. Norton & Company, New York 1987.
- Kohut H., The Chicago Institute Lectures, The Analytic Press, Hillsdale NJ/London 1996.